# Paul Romer
Paul Michael Romer (Denver, 6 de noviembre de 1955) es un economista, empresario y activista estadounidense. Fue economista jefe y vicepresidente sénior del Banco Mundial
hasta el 24 de enero de 2018, cargo que ocupó desde junio de 2016. Fue galardonado en 2018 con Premio del Banco de Suecia en Ciencias Económicas en memoria de Alfred Nobel. 

## Datos biográficos
Paul Romer se licenció en matemáticas en 1977 en la Universidad de Chicago, universidad donde logró el grado de doctor (Ph.D.) en economía en 1983. Ha sido profesor en la Universidad de California en Berkeley, la Universidad de Chicago y la Universidad de Rochester. Paul Romer es hijo del exgobernador de Colorado Roy Romer.
Ya en 1997 fue considerado como una de las 25 personas más influyentes de Estados Unidos de América por la revista Time. En 2002 fue galardonado con el Premio Horst Claus Recktenwald en Economía.
En junio de 2016 fue nombrado economista jefe y vicepresidente sénior (Chief Economist and Senior Vice President) del Banco Mundial. por lo que dejó el puesto como profesor de economía en la Stern School of Business de la Universidad de Nueva York. Antes fue profesor de economía en la Escuela de Negocios de la Universidad de Stanford y miembro del Centro de Stanford para el Desarrollo Internacional, del Instituto de Stanford para la Investigación de Política Económica y de la Hoover Institution, así como becario del Centro para el Desarrollo Global. Romer es un pionero de la teoría del crecimiento endógeno. Abandonó temporalmente la enseñanza, concentrando su energía en su empresa Aplia, que fundó en 2001 y que desarrolló diversos problemas y tareas en línea para los estudiantes universitarios. Aplia fue adquirida en 2007 por Cengage Learning.

## Pensamiento de Paul Romer

### Teoría del crecimiento endógeno
Una de las líneas de investigación más importante de Romer es el crecimiento económico, tema que los economistas han estudiado extensamente entre las décadas de 1950 y 1960. El modelo de crecimiento Solow-Swan consideró el progreso tecnológico como aspecto más importante del aumento sostenido en la productividad por trabajador. La tesis de Romer, leída en 1983 y supervisada por José Scheinkman y Robert Lucas Jr., mostró representaciones matemáticas de modelos económicos en los que el cambio tecnológico es consecuencia de una acción promovida y coordinada tanto en el campo de la investigación como del desarrollo. Romer publicó dos artículos, en 1986 y 1990, en la Journal of Political Economy que iniciaron las investigaciones en el campo de la teoría del crecimiento endógeno. Al plantear por primera vez los aumentos de la productividad por trabajador como el resultado de la acción intencionada de los agentes, a través de las actividades de investigación y desarrollo —perfeccionando así el concepto más inespecífico de progreso tecnológico desarrollado en el modelo de crecimiento de Solow y Swann—.

### Críticas a la Macroeconomía
crítica la situación actual de la macroeconomía, considera que el estado de la macroeconomía como materia de conocimiento está en regresión y en camino de convertirse en una pseudociencia. Los 'macroeconomistas', según Romer, rechazan la evaluación independiente, la crítica, la búsqueda de la fiabilidad con la realidad para acabar «diciendo cosas que son inconsistentes con los hechos». También indica que el problema importante es que a «otros economistas les dé igual que a los macroeconomistas los hechos les den igual».

Presentar un modelo es como hacer un truco de cartas en el que todo el mundo sabe que hay un trampa, un truco o juego de manos que nos hará ver lo que no es. No hay intención de engañar porque nadie se lo toma en serio. Tal vez nuestras normas [macroeconomía] pronto serán como las de la magia profesional; campo en el que se considera descortés, e incluso una violación de la ética, revelar cómo funciona el truco.

Romer estudia los trabajos de Edward C. Prescott, Robert Lucas, Jr., estableciendo algunas de sus limitaciones, y también el libro El capital en el siglo XXI de Thomas Piketty, defendiendo el retorno al rigor científico.
Para Romer la ciencia y el espíritu de ilustración son los logros humanos más importantes que deben mantenerse con discusión, lógica, investigación y crítica. Cuando se abandonan estos principios el error es el que predomina.
Paul Romer es muy crítico con la evolución teórica de la macroeconomía. Considera que se hace un uso excesivo de la modelización matemática, que pese a su rigurosa estructura matemática, es capaz de obviar y negar las causas de la Gran Recesión.

#### Mathiness
Mathiness (que podría traducirse como matematitis,[cita requerida] refiriéndose a la matematización de la economía) es un término acuñado por Paul Romer para denominar el mal uso específico de las matemáticas en los análisis económicos. Según Romer un autor comprometido con el normas de la ciencia debe utilizar el razonamiento matemático para aclarar sus análisis, sin embargo, la mathiness no tiene por objeto aclarar el razonamiento, sino que pretende ocultar y engañar convirtiéndose en una cortina de humo de ecuaciones que disfraza una agenda ideológica establecida en suposiciones poco realistas que no tienen ningún refrendo empírico.
El economista Paul Krugman piensa que la extracción de conclusiones macroeconómicas a la vista de la mayor crisis económica que ha sido la Gran Recesión se ve obstaculizada por el hecho de que hay economistas y departamentos universitarios de economía y macroeconomía enteros que permanecen totalmente dominados por la fe en la modelización matemática de la economía, por la mathiness.

### Revoluciónsofto del conocimiento
Para Romer hay que cambiar el modelo de crecimiento económico, no consistiría en hacer más de lo mismo sino en modificar, con ideas y los cambios tecnológicos que se requieran, la manera de hacer sin poner en riesgo el planeta y nuestras vidas.

El crecimiento económico ocurre cuando la gente aprovecha los recursos existentes reorganizándolos de manera que resultan más valiosos y productivos. Una metáfora útil para la producción en una economía viene de la cocina. Para crear productos finales más valiosos o valorados, mezclamos ingredientes baratos de acuerdo a una receta. La cocina que se puede hacer suele estar limitada por el suministro de ingredientes, y la mayoría de lo que se cocina con la economía está produciendo efectos secundarios indeseables. Si el crecimiento económico pudiera lograrse únicamente haciendo más y más del mismo tipo de plato, eventualmente nos quedaríamos sin materias primas y sufriríamos unos niveles inaceptables de contaminación y molestias. La historia nos enseña, sin embargo, que el crecimiento económico surge de la utilización de nuevas y mejores recetas, no sólo de cocinar más veces lo que ya hacemos o sabemos hacer. Las nuevas recetas generalmente producen menos efectos secundarios desagradables y generan un mayor valor económico por unidad de materia prima... Cada nueva generación va percibiendo los límites al crecimiento que los recursos finitos y los efectos secundarios indeseables representarían si no somos capaces de plantear nuevas ideas y nuevas recetas que en buena medida ya han sido descubiertas. Cada generación ha subestimado su potencial para encontrar nuevas vías de crecimiento económico que no reproduzcan los problemas tradicionales. No somos conscientes ni comprendemos cuántas ideas quedan aún por descubrir. Las posibilidades no se suman. Se multiplican.

### Ciudades autónomas - Ciudades modelos -Charter cities
Una de las contribuciones de Romer ha sido intentar reproducir el éxito de las ciudades autónomas (charter cities) y convertirlo en un motor del crecimiento económico en los países en desarrollo. Promovió esta idea en una charla de TED en 2009. Romer ha argumentado que con mejores reglas e instituciones, las naciones subdesarrolladas pueden orientarse en una trayectoria adecuada para el crecimiento económico y el desarrollo. En su modelo, un país anfitrión se hace responsable de una ciudad autónoma de un país en desarrollo, lo que facilitaría y permitiría la irrupción de nuevas reglas de gobierno, nuevos modelos de gestión y desarrollo y una colaboración más fructífera. Además, la gente podría manifestarse y votar a favor o en contra de la aplicación de los nuevos modelos de gestión. Mencius Moldbug ha criticado esta idea como mero neocolonialismo, una sofisticación del colonialismo clásico.
El gobierno de Honduras ha promovido la creación de ciudades autónomas, aunque sin la supervisión de un gobierno de terceros, lo que algunos consideran como una evidencia del neocolonialismo. La Corte Suprema de Honduras declaró inconstitucionales las llamadas Ciudades Modelo en sentencia de 18 de octubre de 2012 cerrando la puerta a la creación ciudades modelos según el modelo del economista estadounidense Paul Romer y el Gobierno de Porfirio Lobo trataban de implantar. Paul Romer se desvinculó del proyecto en Honduras. Honduras siguió entonces su particular camino de ciudades modelo sin la imposición del control por una nación extranjera pero con muchas críticas que consideran que existen demasiados riesgos económicos y sociales.

### Capitalismo de los pueblos
Romer ha influido en la elaboración del concepto capitalismo de los pueblos propuesto por el ingeniero James S. Albus. Este concepto es una forma de garantía básica de ingresos.

## Manipulación de datos de competitividad de Chile y otros países
Romer afirmó en el Wall Street Journal que el Banco Mundial, por motivaciones políticas, alteró el ranking de competitividad empresarial de Chile durante las administraciones de Michelle Bachelet y que Chile no empeoró como publicó el Banco Mundial. También señaló que corregirá y volverá a calcular los ranking nacionales de su informe de competitividad Doing Business, al menos cuatro años hacia atrás. Las denuncias de Paul Romer apuntaron a Augusto López-Claros, experto del Banco Mundial, de la manipulación de datos. El denunciado, por su parte, señaló que la acusación de manipulación política era completamente sin fundamento.
En una carta enviada al ministro Nicolás Eyzaguirre por Kristalina Georgieva, directora ejecutiva del Banco Mundial, se describió como «desafortunado» que el economista hubiese cuestionado el reporte. Además, se señaló que no tenían ninguna evidencia para sostener que la metodología estuvo sesgada para perjudicar a Chile. Al día siguiente, Romer afirmó que él no había visto ningún signo de manipulación de los números publicados en el mencionado reporte.

## Publicaciones
- Publicaciones de PM Romer en Google Scholar
- The Trouble With Macroeconomics, Paul Romer, Stern School of Business, New York University, September, 2016.
- "Growth Cycles", with George Evans and Seppo Honkapohja (American Economic Review, June 1998). Jstor link
- "Preferences, Promises, and the Politics of Entitlement" (Individual and Social Responsibility: Child Care, Education, Medical Care, and Long-Term Care in America, Victor R. Fuchs (ed.), Chicago: University of Chicago Press, 1995).
- "New Goods, Old Theory, and the Welfare Costs of Trade Restrictions," Journal of Development Economics, No. 43 (1994), pp. 5–38.
- "Looting: The Economic Underworld of Bankruptcy for Profit" with George Akerlof (Brookings Papers on Economic Activity 2, William C. Brainard and George L. Perry (eds.), 1993, pp. 1–74). Jstor link
- "Economic Integration and Endogenous Growth," with Luis Rivera-Batiz (Quarterly Journal of Economics CVI, May 1991, pp. 531–55). Jstor link
- "Endogenous Technological Change" (Journal of Political Economy, October 1990). Jstor link
- "Increasing Returns and Long Run Growth" (Journal of Political Economy, October 1986). Jstor link
- "Cake Eating, Chattering and Jumps: Existence Results for Variational Problems" (Econometrica 54, July 1986, pp. 897–908). Jstor link